# Robert Liston
Robert Liston (28 de octubre de 1794 - 7 de diciembre de 1847) fue un cirujano británico. Destacó por su velocidad y habilidad en una era anterior a la anestesia, cuando la velocidad era esencial para reducir el dolor y mejorar las probabilidades de supervivencia de un paciente. El médico naval y autor inglés Richard Gordon describió a Liston como «el cuchillo más rápido del West End. Podía amputar una pierna en 2 minutos y medio». Su porcentaje de pacientes salvados era de 9 sobre 10.
Fue el primer profesor de Cirugía Clínica en el University College Hospital de Londres y realizó la primera operación pública utilizando anestesia moderna en Europa.

## Biografía
Robert Liston nació en la mansión de Ecclesmachan, hijo de Margaret Ireland y de su esposo, el reverendo Henry Liston, clérigo e inventor. Su abuelo, también llamado Robert Liston, fue moderador de la Asamblea General de la Iglesia de Escocia.
Después de recibir una educación local tanto por parte de su padre como en la escuela del pueblo de Abercorn, Liston entró en la Escuela de Medicina de Edimburgo en 1808 y dos años más tarde se convirtió en asistente de su tutor, el doctor John Barclay. En 1816, fue a Londres por un año para practicar con William Blizard. Regresó a Edimburgo para enseñar anatomía junto a James Syme. Por aquel entonces vivía en el número 95 de Princes Street, en una hermosa casa frente al Castillo de Edimburgo. En 1820, se casó con la hija de Adam Crawford, un comerciante de vinos de Leith. Dos años antes se convirtió en cirujano interno en The Royal Infirmary of Edinburgh, bajo la dirección del doctor George Bell. Sin embargo, fue despedido en 1822 debido a desacuerdos con Bell y no fue reincorporado hasta 1827. En 1828, fue ascendido a cirujano operador.
Se convirtió en el primer "Anatomista del norte" de la Blackwell's Magazine. En 1832/1833, figura como residente en el número 99 de George Street, en el centro de la Ciudad Nueva de Edimburgo. En 1833, solicitó la cátedra de anatomía de Edimburgo, pero fue derrotado por James Syme, cinco años menor que él, quien tenía mayor disposición para la docencia. Liston dejó posteriormente la capital escocesa y se mudó a Londres. Fue elegido miembro de la Royal Society en 1841.
Liston inventó un esparadrapo transparente a partir de la cola de pescado, las pinzas bulldog (un tipo de pinzas para bloquear las arterias) y una férula para la pierna que se usa para estabilizar dislocaciones y fracturas del fémur, todavía empleada en la actualidad.
El 21 de diciembre de 1846 realizó la primera operación pública utilizando anestesia moderna (éter) en Europa, en el University College Hospital. Su comentario antes de iniciar la operación fue «Hoy vamos a usar una artimaña yanqui que hace que los hombres se vuelvan insensibles», refiriéndose a los experimentos de William Morton con éter como anestésico para la extracción de dientes meses antes. El éxito de la operación dejó un impacto duradero en dos de los estudiantes de Liston: James Simpson, quien se convertiría en un pionero del uso del cloroformo como anestésico, y Joseph Lister, quien fue pionero en la técnica aséptica.
Durante los últimos siete años de su vida vivió en el número 5 de Clifford Street, junto a Bond Street, en Mayfair (Londres). Murió de un aneurisma el 7 de diciembre de 1847 y su funeral tuvo lugar en la iglesia de San Miguel de Highgate, seis días después. El cortejo fúnebre desde su casa consistió en cinco carrozas de luto y quince carruajes privados. En el primero estaban familiares y sus compañeros profesores de medicina, y en el segundo iban amigos eminentes en los rangos más altos de la sociedad. Cerca del cementerio, el cortejo fue recibido por cuatrocientos de sus antiguos alumnos y por unos doscientos médicos, entre otras muchas personas más. Fue enterrado en el cementerio de Highgate.
A pesar de que Robert Liston fue uno de los mejores cirujanos de su época, con un gran número de pacientes salvados, en la cultura popular prevalece como una de sus operaciones más célebres aquella vez en la que tres personas fallecieron durante una de sus cirugías, en la que ha sido denominada como la única con una tasa de mortalidad del 300 por ciento. Richard Gordon recoge en su libro de 1983 este episodio, describiéndolo de la siguiente manera:

Le amputaron la pierna en menos de dos minutos y medio (el paciente murió después por gangrena en la sala del hospital, lo que solía ocurrir en aquellos días prelisterianos). Amputó además los dedos de su joven ayudante (que murió después por gangrena en la sala del hospital). También cortó los faldones de la chaqueta de un distinguido espectador quirúrgico, que estaba tan aterrorizado de que el cuchillo le hubiera perforado los órganos vitales que se desmayó del susto (y más tarde se descubrió que había muerto por la conmoción).

Este hecho, bautizado apócrifamente como «el caso más famoso de Liston», ha sido sin embargo puesto en duda, ya que ninguna fuente primaria confirma que esa cirugía haya tenido lugar.